# مارشوویتسه (ناحیه بنشوف)
مارشوویتسه (به چکی: Maršovice) یک منطقهٔ مسکونی در جمهوری چک است که در ناحیه بنشوو واقع شده‌است. مارشوویتسه ۲۴٫۱۷ کیلومتر مربع مساحت و ۷۲۳ نفر جمعیت دارد و ۳۸۹ متر بالاتر از سطح دریا واقع شده‌است.